# Houshenzinus
Houshenzinus rimosus es una especie de araña araneomorfa de la familia Linyphiidae. Es el único miembro del género monotípico Houshenzinus.

## Distribución
Es un endemismo de Shaanxi en China. Se encuentra al sur de Taibai Shan entre  los 1700 y 2000 metros en la Cordillera Qin.